# Driade (traghetto)
Il Driade è un traghetto appartenente alla compagnia di navigazione italiana Caremar.

## Caratteristiche
L'unità fa parte della classe Sibilla, un lotto di 8 navi gemelle costruite tra il 1979 e il 1981.
Il traghetto dispone di servizi essenziali in virtù dei servizi locali coperti: bar, ristorante, sala TV e solarium sul ponte esterno. Gli ambienti interni sono inoltre dotati di impianto di aria condizionata. La capacità di trasporto è pari a circa 690 passeggeri e 45 automobili.
La propulsione è affidata ad una coppia di motori GMT 4S da 12 cilindri in grado di erogare una potenza complessiva di 3.706 kW; la velocità massima raggiungibile è pari a 17 nodi.

## Servizio
Varato il 14 giugno 1980 nel Cantiere navale fratelli Orlando di Livorno con il nome di Driade e consegnato il 15 ottobre seguente alla Caremar, prendendo servizio sia nei collegamenti da Napoli e Pozzuoli alle Isole d'Ischia, Procida e Capri, che nel vicino arcipelago delle isole Pontine da Formia ed Anzio per Ponza e Ventotene. Dopo poco più di un mese di servizio, entra in collisione, riportando danni alla prua, costringendo l'armatore a porlo fuori servizio per le necessarie riparazioni.
Nel 1985 viene noleggiato alla Siremar ed impiegato sulla Palermo-Ustica in sostituzione del gemello Adeona. Successivamente, torna regolarmente in servizio per Caremar.

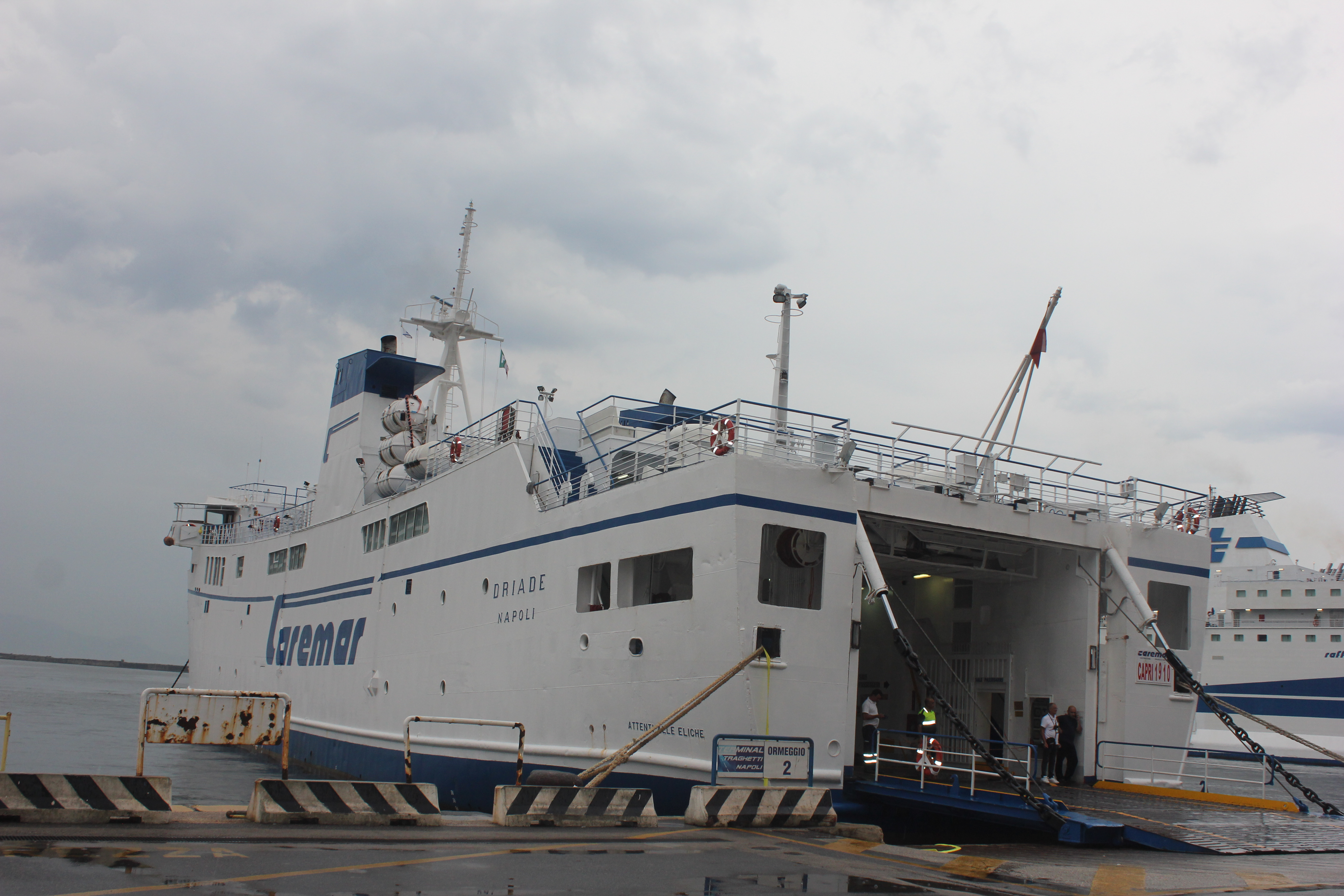
Il Driade ormeggiato a Napoli nel 2018.

Da novembre 2022 viene impiegato sulla Napoli-Capri, fino a marzo 2023, quando viene trasferito sulla Napoli/Pozzuoli-Ischia-Procida, dove opera tutt'oggi.

## Incidenti
Il 6 luglio 2015, durante la manovra di ormeggio nel porto di Procida, entra in collisione con la banchina, riportando un vistoso squarcio sulla fiancata; la navigazione è stata interrotta e i passeggeri hanno proseguito il viaggio su un'altra nave messa a disposizione dalla compagnia.
Il 5 dicembre 2017 si è sviluppato un incendio in sala macchine durante la traversata tra Procida e Ischia che ha reso la nave priva di governo. I 12 passeggeri presenti a bordo sono stati rapidamente evacuati dalla Guardia costiera e trasportati ad Ischia, mentre la nave alla deriva è rimasta presidiata e successivamente rimorchiata a Napoli.